# Clarence Edward Dutton
Clarence Edward Dutton (* 15. Mai 1841 in Wallingford, Connecticut; † 4. Januar 1912 in Englewood, New Jersey) war ein US-amerikanischer Geologe. Er ist für seine geologischen Erkundungen im Colorado-Plateau bekannt.

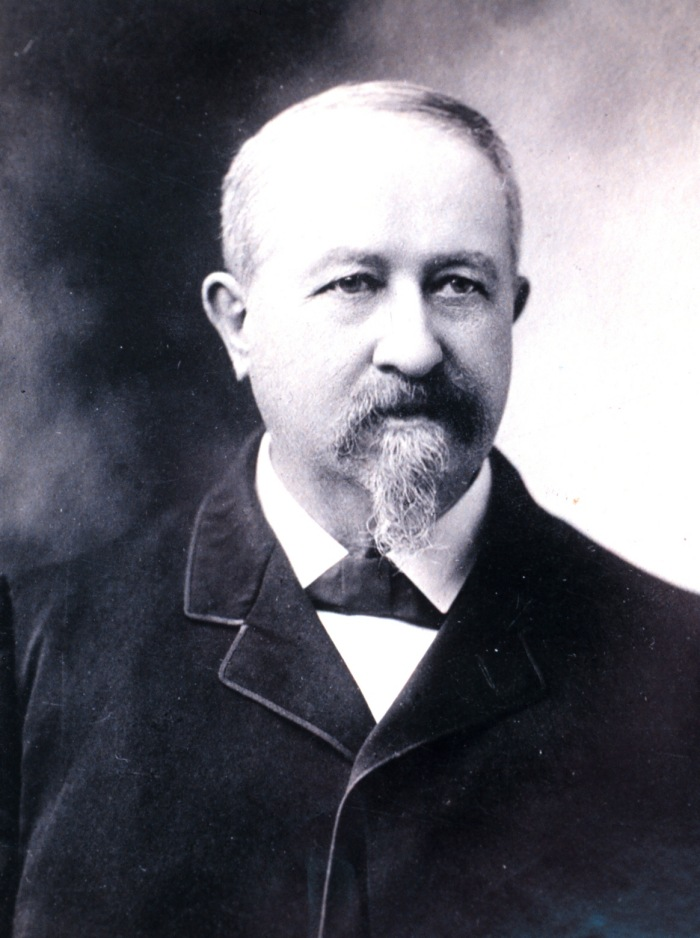
Clarence Edward Dutton

## Leben
Dutton studierte an der Yale University, wo er 1860 seinen Bachelorabschluss machte und sich zunächst für Literatur interessierte und im ersten Ruderwettkampf zwischen Yale und Harvard teilnahm. Später wandte er sich auch Mathematik und Chemie zu, er studierte aber nicht an der Sheffield Scientific School, sondern an der Yale Academy. Sein weiteres Studium wurde 1862 unterbrochen, als er sich als Freiwilliger zur 21. Connecticut Infantry im Sezessionskrieg meldete. Er nahm an den Schlachten von Fredericksburg (wo er verwundet wurde), Suffolk, der Nashville und der Belagerung von Petersburg teil. Er wurde Hauptmann (Captain) und nach Absolvierung eines Lehrgangs für Versorgungsoffiziere der regulären Armee Second Lieutenant (Ordnance). 1864 kommandierte er das Armeedepot der Potomac Armee. Auch nach dem Krieg blieb er bei der Armee und wurde 1867 First Lieutenant. Neben seiner Tätigkeit als Versorgungsoffizier widmete er sich der Chemie (speziell Metallurgie und Stahlherstellung) und Geologie. Er war ab 1871 im Arsenal von Washington D.C. und nahm dort am wissenschaftlichen Leben teil und trat der Philosophical Society von Washington bei. 1873 wurde er Hauptmann.
In Washington traf er auch John Wesley Powell, der ebenfalls am Bürgerkrieg als Major teilgenommen hatte und durch seine Expeditionen auf dem Colorado River im Gran Canyon bekannt war. Beide verstanden sich gut, und als Powell 1875 jemanden suchte, der das Hochplateau von Utah erkunden sollte, entschied er sich für Powell, der dafür vom Ordnance Department der US Army freigestellt wurde. Nachdem der US Geological Survey 1879 gegründet wurde (mit Powell als Präsidenten ab 1881) arbeitete Dutton in dessen Rahmen. Dort hatte er auch engeren Kontakt mit Grove Karl Gilbert, der 1875 für Powell mit seiner Aufnahme der Henry Mountains ebenfalls auf den Hochebenen nahe dem Gran Canyon begann. Powell, Gilbert und Dutton diskutierten ihre in den Sommermonaten erhaltenen Erkundungsergebnisse meist in den Wintern in Washington D.C.
Er veröffentlichte Studien 1879/1880 über die Geologie des Hochplateaus von Utah (wo er 1875 bis 1877 mit Mitarbeitern 12000 Quadratmeilen in unzugänglichem Gelände geologisch aufnahm), 1882 über den Gran Canyon (die als klassisches Werk der Geologie gilt und auch die literarischen Fähigkeiten von Dutton zeigt) und 1886 über das Erdbeben von Charleston (South Carolina). Die häufigen vulkanischen Gesteine im Colorado-Plateau weckten sein Interesse für Vulkanologie und er studierte Vulkane in Hawaii (ein halbes Jahr 1882), in der Kaskadenkette von Nord-Kalifornien und Oregon und fossile Vulkane zum Beispiel in New Mexico. In Oregon leitete er eine Expedition, die den Crater Lake von einem dorthin transportierten Boot aus vermaß. 1887 organisierte er die Untersuchung eines großen Erdbebens in der Provinz Sonora in Mexiko. 1891 verließ er den USGS und wechselte wieder zur Armee. Er wurde Kommandeur des Arsenals von San Antonio in Texas, was er bis 1901 blieb. Im Ruhestand wandte er sich wieder der Geologie zu. Zuletzt lebte er bei seinem Sohn in Englewood.
1871 wurde er Mitglied der American Philosophical Society und 1884 der National Academy of Sciences.
1888 gehörte Dutton zu den Gründungsmitgliedern der National Geographic Society.
1889 führte er den Begriff Isostasie ein. Entsprechende Ideen hatten aber schon zuvor George Airy und John Henry Pratt in den 1850er Jahren. Dutton versuchte damit die Frage zu beantworten, wie es zu den markanten Hebungen zum Beispiel im Colorado-Plateau gekommen war.

## Schriften
- Report on the Geology of the High Plateaus of Utah. U.S. Geog. and Geol. Survey of the Rocky Mountain Region, Band 32, 1880
- Tertiary History of the Grand Canyon District, U. S. Geological Survey Monograph 2, 1882, Textband, Archive
- Hawaiian Volcanoes, U. S. Geological Survey, 4. Annual Report, 1884, S. 75–219, Archive
- The physical geology of the Gran Canyon District, Annual Report, US Geological Survey, 1882, Archive
- The Charleston Earthquake of August 31, 1886, U. S. Geol. Survey, Annual Report 9, 1889, S. 203–528
- On Some of the Greater Problems of Physical Geology, Bull. Philosophical Society Washington, Band 11, 1889, S. 51–64 (Einführung des Begriffs Isostasie)
- Earthquakes, in the light of the new seismology, New York, Putnam, 1904